# Municipio de Jackson (condado de Huntingdon)
El municipio de Jackson (en inglés: Jackson Township) es un municipio ubicado en el condado de Huntingdon en el estado estadounidense de Pensilvania. En el año 2000 tenía una población de 882 habitantes y una densidad poblacional de 4.7 personas por km².

## Geografía
El municipio de Jackson se encuentra ubicado en las coordenadas 40°42′00″N 77°52′59″O / 40.70000, -77.88306.

## Demografía
Según la Oficina del Censo en 2000 los ingresos medios por hogar en la localidad eran de $43,875 y los ingresos medios por familia eran de $49,583. Los hombres tenían unos ingresos medios de $33,125 frente a los $26,125 para las mujeres. La renta per cápita de la localidad era de $21,065. Alrededor del 3,6% de la población estaba por debajo del umbral de pobreza.